# Pierre Baragnon
Pour les articles homonymes, voir Baragnon.
Pierre Baragnon, né le 20 décembre 1830, au château de Servanes à Mouriès et mort le 18 décembre 1904 à Paris 8e, est un journaliste et homme politique.

## Biographie
Neveu du député bonapartiste Numa Baragnon et cousin du député légitimiste Louis Baragnon, il fit ses études à Toulouse et n’avait que dix-sept ans lorsqu’il fonda, à Nîmes, en 1847, le journal humoristique, le Grelot. L’année suivante, en 1848, il collaborait au Palais Bourbon, dans la Salle de bois, au compte rendu sténographique du Courrier Français et du Moniteur du Soir, avant de prendre la direction de  visita l’Italie où il séjourna deux ans et s’intéressa au magnétisme animal. À son retour, en 1850, il se lança délibérément dans la presse, et créa le journal les Tablettes de Toulouse, collaborant simultanément au Journal de Toulouse et dirigeant ensuite le Courrier de Montauban, puis il devint rédacteur scientifique à la Patrie, en 1851, sous son fondateur, Théodore-Casimir Delamarre. Ensuite nommé à la direction de la Normandie de Rouen, il la quitta en 1853, à cause de graves dissentiments politiques.
En 1855, il représente, à Paris, la presse belge, au choix de laquelle son opposition l’a désigné, tandis que le baron Cotta le charge de la correspondance de la Gazette d'Augsbourg, après la mort de Heinrich Heine. Ensuite appelé en Moldavie en qualité de Directeur de la Chancellerie, par le prince Vogoridès, il prend part aux travaux des assemblées locales qui préparèrent l’union des Principautés de Moldavie et de Valachie.
Au cours de ses voyages en Europe, il créa, à cette même époque, le journal le Levant, de Bruxelles, à la collaboration duquel il appela ses vieux camarades républicains proscrits : Testelin, Bancel, Madier-Montjau, Pelletan, dont les articles firent interdire l’entrée du journal en France ; Tavernier, Castelnau, dont, plus tard, Édouard Durranc fut le secrétaire. Le Levant, administré par un autre proscrit, Houllier, de l’Eure, vécut neuf années.
Après le Congrès de Paris, au cours duquel il publia des travaux diplomatiques très remarqués : la Civilisation musulmane, les Capitulations, la Turquie devant l’Europe, ce dernier et important ouvrage en collaboration avec Musurus et Rustem Pacha, il est appelé à Constantinople, à la direction du journal officiel français de l’empire turc et de l’imprimerie ottomane.
Revenu à Paris, en 1864, il collabora successivement à la Presse achetée par Mirès, où il suivit, jour par jour, la campagne de Sadowa ; au Mémorial diplomatique, dont il devient propriétaire et qu’il est obligé d’abandonner à l’issue d’un procès survenu à l’instigation du gouvernement impérial. Il écrivit, à cette occasion, une brochure célèbre, Lettre au marquis de Lavalette, ministre de l’Intérieur, qui est un des premiers pamphlets publiés contre l’Administration de l’Empire. Ainsi dépouillé, il fonde immédiatement le Bulletin international, organe publié simultanément à Bruxelles, Bucharest, Dresde, Florence et en France. À l’occasion de l’application de la loi sur les réunions privées, de 1868, l’édition imprimée à Nîmes prit une part active aux luttes de l’Union libérale républicaine et détermine l’échec de la candidature officielle. C’est alors qu’il participe à la réunion Sagnier, qui fut suivie de nombreuses arrestations et de poursuites tandis que le Bulletin International de Dresde (Saxe) était supprimé, au moment de l’annexion, par Bismarck, et le gérant poursuivi pour haute trahison.
Il participa à Paris, avec son Bulletin, au mouvement électoral de 1868, et fit partie, avec Camescasse comme secrétaire, sous la présidence de Jules Dufaure, du comité Thiers, siégeant dans la maison de Berryer et de Marie, rue Croix-des-Petits-Champs. Il dirigea le mouvement de la section de la rue de Ponthieu et assura le succès de cette élection au second tour de scrutin avec quelques voix de majorité, contre Devinck et d’Alton-Shée, grâce au concours des électeurs du quartier, où il habitait un petit hôtel bâti en 1860.
Dès le mois de février 1870, au moment de la tentative de l’empire libéral, il édita le grand quotidien le Centre Gauche, fondé sous l’inspiration d’Ernest Picard, de Spuller, qui en a écrit la préface, dont il essaya de faire l’organe du parti auquel il empruntait son nom, pour lutter contre le cabinet Émile Ollivier, séparer l’élément monarchique et libéral, représenté par le marquis d’Andelarre, de la fraction républicaine et ouvrir campagne contre le plébiscite. Lorsque le Centre Gauche fut supprimé, le 17 août, le 17 aout, il fonda la Tache noire, sorte de pamphlet anti-prussien qui vécut peu.
Le 5 septembre 1870, Gambetta l’envoya, comme Commissaire général, avec pouvoirs civils et militaires, à la préfecture de Nice, où il forme la phalange des francs-tireurs des Alpes-Maritimes, qu’il envoie à Tours et qui participe glorieusement à la défense de Châteaudun. Puis, rappelé par Gambetta, il part en mission du délégué de la Guerre, Charles de Freycinet ; il parcourt les départements du Midi pour organiser, préfecture par préfecture, le départ des mobilisés ; il visite ainsi quatorze départements et termine, au cours de l’hiver terrible, par le Vaucluse, la Drôme, l’Ardèche et la Lozère, jusqu’au moment de la retraite de Bourbaki. Revenu alors dans les Bouches-du-Rhône, il est poursuivi par le général Espivent, gouverneur de l’état de siège de Marseille, pour avoir participé à l’organisation du banquet du 4 septembre 1871, à La Ciotat. Le Conseil de guerre présidé par le colonel Thomassin l’acquitta, ainsi que la municipalité ouvrière de ce canton, qui le nomma conseiller général, en remplacement de l’ancien ministre Béhic et, après le retrait forcé de la candidature de Crémieux, condamné à mort par ce même conseil de guerre et fusillé.
Aux élections législatives du 20 février 1876, il se porta candidat républicain radical dans la première circonscription de Nîmes, mais il n’obtint qu’une faible minorité. Candidat au siège municipal laissé vacant dans le IIe arrondissement de Paris, par la mort de Charles Loiseau-Pinson, ayant obtenu au premier tour du 16 juillet 1876, grâce à l’appui bienveillant des leaders du parti républicain radical, 1 150 voix, il n’en réunit, au second tour du 23 juillet, que 903 voix, contre 1 645 données à son concurrent, le négociant Marais, autre candidat radical. Dans l’intervalle des deux scrutins, des doutes s’étaient élevés dans l’esprit des électeurs sur l’énergie de ses convictions républicaines, et on leur avait donné la preuve qu’en tout cas ces convictions étaient de date relativement récente.
Occupant le siège de conseiller général, il fut nommé deux fois président du conseil et de la commission départementale, et réélu pendant vingt-deux ans sans concurrent. Après cette date, voulant se consacrer à ses travaux de presse, il se fait remplacer par son conseiller d’arrondissement, dont il soutient, avec son propre comité, la candidature. Au cours de cette période, il collabore, à Paris, à la Liberté, à l’Opinion nationale, où il signait des articles très remarqués sur la Turquie qu’il connaissait bien, à la France, publie sous la signature « Paul Salomé », dans le Bien public, des portraits remarqués (Consciences et Visages ; les Lettres d’un isolé ; lutte, sous le pseudonyme de « Singulus », contre les progrès de l’opportunisme.) Il publia, à l’occasion des élections municipales, sa brochure : Lettre à Gambetta, et fonda le Courrier du Soir, en 1878, à la date même de la promulgation de la loi sur le colportage, qui poursuivit sans relâche ses campagnes radicales, anti-boulangistes et de concentration républicaine. Au cours des années 1879-1882, la publicité de l’Opinion nationale fut reprise, la petite Feuille d’Avis, quotidienne, publiée. En 1879, le Parisien, organe d’information, paraissant chaque jour, à deux heures, fut fondé. En 1878, il fonde, à Grenoble, Le Petit Dauphinois, journal quotidien à grand tirage, ensuite l’Imprimerie générale, où se tirent les grands journaux de la région dauphinoise, en même temps qu’à Chambéry, le Savoyard républicain, édition spéciale du Petit Dauphinois.
Baragnon était, par ailleurs, membre syndic de l’Association des directeurs de la presse parisienne, membre syndic de l’Association des journalistes républicains, membre d’honneur de l’Association des journalistes parlementaires.
Il est mort le 18 décembre 1904 en son domicile, 17 bis, avenue Beaucour, il est inhumé au cimetière de Montmartre, avec son épouse, Émilie Christich, qui était artiste peintre, et sa belle sœur Marie Christich épouse Mirabello.

## Sources
- Henri Avenel, La Presse française au vingtième siècle, Paris, E. Flammarion, 1901, x-631, 23 cm (lire en ligne), p. 110-13.